# Jaron Lanier

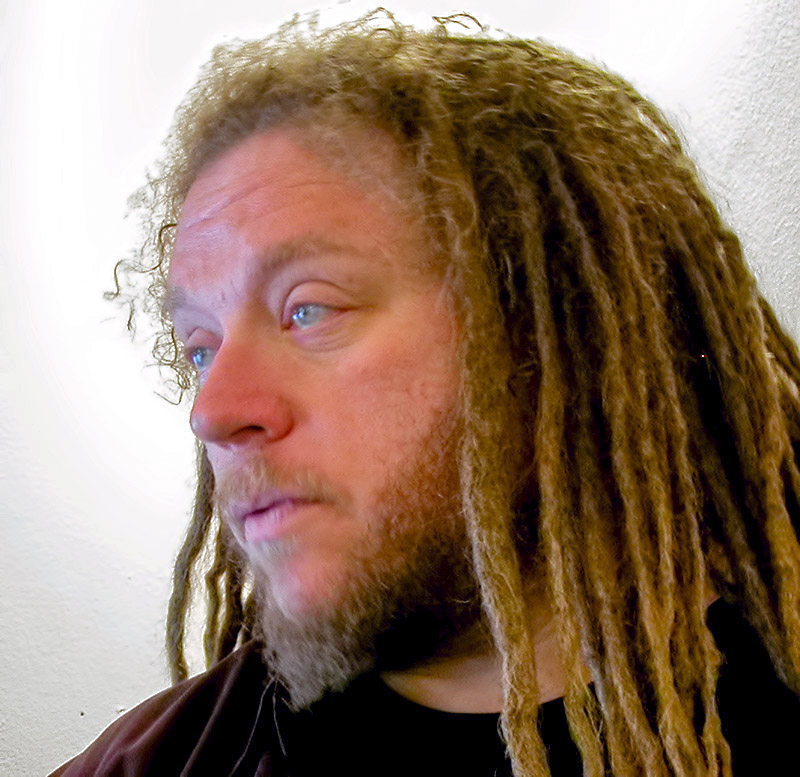
Jaron Lanier

Jaron Lanier (New York, 3 mei 1960) is een Amerikaans informaticus, componist, beeldend kunstenaar en pionier in het ontwikkelen van virtualrealitytoepassingen. Hij was begin jaren tachtig de oprichter van VPL Research, een bedrijf dat virtualrealityproducten ontwikkelde en op de markt bracht, maar in 1993 failliet ging. In zijn artikel "Digital Maoism" uit 2006 beschreef hij hoe de opkomst van collectieve intelligentie ten koste gaat van de individuele creativiteit. Hij staat kritisch tegenover media als Wikipedia, die in zijn ogen geen waarheden verspreiden, maar slechts de gemiddelde mening van een anonieme massa.
Lanier groeide op in Mesilla (New Mexico) en studeerde aan het New Jersey Institute of Technology, waar hij een eredoctoraat ontving. Hij doceert aan een aantal universiteiten in de Verenigde Staten.

## Filosofie en kritiek op het "Web 2.0"

### "One-Half of a Manifesto" (2000)
In "One-Half a Manifesto" werpt Lanier bezwaren op tegen beweringen van schrijvers als Ray Kurzweil en bestrijdt het concept van het zogenoemde "cybernetisch totalisme", dat een "cataclysme is dat ontstaat als computers ultra-intelligent worden en meesters over materie en het leven." Lanier's standpunt is dat mensen niet kunnen worden beschouwd als biologische computers, d.w.z. zij kunnen niet werkelijk worden vergeleken met digitale computers en het is zeer onwaarschijnlijk dat mensen kunnen worden vervangen door computers in de komende tientallen jaren, zelfs vanuit een economisch perspectief. Hoewel transistors toename geven volgens de wet van Moore, stijgt de algemene toename slechts heel geleidelijk. Volgens Lanier komt dit doordat menselijke productiviteit om software te ontwikkelen maar geleidelijk toeneemt en software steeds meer wordt opgeblazen en niet minder foutgevoelig wordt. "Simpel gezegd, software zal het niet toestaan. De code kan de kracht van de processor niet bijbenen, en dat zal het nooit kunnen." Ten slotte waarschuwt hij dat het grootste probleem van iedere theorie (in het bijzonder van ideologieën) niet is dat ze onjuist zijn, "maar dat ze beweren het enige en volstrekt juiste pad zijn om het leven en de werkelijkheid te begrijpen." De overtuiging van objectieve noodzaak verlamt de mogelijkheid van mensen om weg te lopen of om te vechten tegen paradigma's en het veroorzaakt het zelfbevestigende noodlot dat mensen bederft.

### Post-symbolische communicatie
Sommige speculaties van Lanier gaan over wat hij "post-symbolische communicatie" noemt. In zijn column die april 2006 in Discover verscheen, schreef hij over inktvissen (zoals de octopoda, pijlinktvissen en verwante weekdieren) waarvan veel soorten in staat zijn hun lichaam verschillende vormen te laten aannemen, zoals door het veranderen van het pigment of de textuur van hun huid of door hun ledematen complexe vormen te imiteren. Lanier ziet dit gedrag, in het bijzonder wanneer het contact tussen twee octopoden betreft, als directe expressie van gedachten door gedrag.

### Wikipedia en de alwetendheid van collectieve kennis
In zijn on-line essay "Digital Maoism: The Hazards of the New Online Collectivism" in het tijdschrift Edge van mei 2006, bekritiseerde Lanier de soms toegeschreven alwetendheid van collectieve kennis (inclusief voorbeelden uit het Wikipedia artikel over hemzelf) en noemde het "digitaal Maoïsme". Hij schreef: "Als we gaan geloven dat het internet zelf een entiteit is dat iets te zeggen heeft, devalueren we degenen [die de inhoud schrijven] en zetten we onszelf voor gek."
Zijn kritiek is zeer divers:
- iedere poging om een definitieve autoriteit en bron te bepalen waardoor kennis onze samenleving in wordt gesluisd is fout, ongeacht of het nu Wikipedia is of een ander door algoritmen geproduceerd systeem om meta-informatie te genereren;
- afstandelijk schrijven op Wikipedia is onwenselijk, want:
  - het haalt het contact met de echte auteur van oorspronkelijke informatie weg, het filtert de nuances van zijn mening, essentiële informatie gaat verloren (bijvoorbeeld de grafische context van de oorspronkelijke bronnen)
  - het geeft een valse indruk van autoriteit achter de informatie;
- collectief auteurschap produceert, of neigt doorgaans in lijn te zijn of raken met mainstream, organisatorische opvattingen;
- hij maakt zich zorgen dat collectief geproduceerde werken op de achtergrond worden gemanipuleerd door anonieme groepen of redacteuren die geen zichtbare verantwoordelijkheid dragen;
  - en dat dit soort activiteiten totalitaire systemen zou kunnen voortbrengen, omdat deze in wezen zijn gevestigd op zich misdragende groepen die individuen onderdrukken.

Deze kritiek werd verder verkend in een interview met hem op de in de Verenigde Staten landelijke radiozender The Philosopher's Zone, waar hij zich kritisch uitlaat over het onnatuurlijke effect dat "de geur van mensen weghaalt".
In december 2006 werkte Lanier zijn kritiek op collectieve kennis verder uit in een artikel in Edge, getiteld "Beware the Online Collective". Lanier schreef:
Ik vraag me af of sommige aspecten van de menselijke aard zich hebben ontwikkeld binnen competitieve kuddes. Het zou kunnen dat wij genetisch geprogrammeerd zijn om gevoelig te zijn voor de grillen van de massa ... Wie of wat zal een on-line gemeenschap van anonieme maar verbonden mensen verhinderen plotseling een kwaadwillende massa te worden, precies zoals massa's keer op keer hebben gedaan in de geschiedenis van elke menselijke beschaving? Het is fascinerend dat details in het ontwerp van on-line software zulk een verschillend potentieel weten te ontlokken aan menselijk gedrag. Het is tijd dat we op morele gronden nadenken over de kracht daarvan.
Lanier betoogde dat de als je zoekt naar diepere informatie op welk gebied dan ook, je vroeg of laat informatie ontdekt die is geproduceerd door één enkele persoon, of een paar toegewijde individuen: "Er is verandering noodzakelijk om persoonlijkheid te ontdekken die taal zijn volle betekenis geeft." Dat wil zeggen: hij ziet beperkingen in de toepassingen van een encyclopedie als een vorm van communicatie als deze uitsluitend wordt geproduceerd door slechts ten dele geïnteresseerde derden.

### You are not a gadget
In zijn boek You are not a gadget (2010) geeft Lanier kritiek op wat hij de "hive mind" van Web 2.0 noemt (de kennis van de massa) en beschrijft de "open source" en "vrije kennis" onteigening van intellectuele voortbrengselen als een vorm van "digitaal maoïsme". Lanier betoogt dat de ontwikkelingen rondom Web 2.0 vooruitgang en innovatie hebben vertraagd en het collectief hebben vereerd ten koste van het individu. Hij bekritiseert Wikipedia en Linux als voorbeelden van dit probleem: Wikipedia is niet meer dan een encyclopedie, Linux niet meer dan een volgende versie van Unix — beide daarmee geen echte innovatie, maar varianten van reeds bestaande concepten. Hij ziet bij Wikipedia "heerschappij van het gepeupel" door anonieme redacteuren, de zwakheid van de niet-wetenschappelijke artikelen en de wijze waarop experts het leven zuur wordt gemaakt. Lanier stelt ook dat er beperkingen zijn aan bepaalde aspecten van de "open source" en "vrije kennis" aanhangers omdat ze niet het vermogen heeft iets echt nieuws of innovatief te ontwikkelen. Als voorbeeld haalt Lanier aan dat de "open source" aanhangers niet zoiets als de iPhone hebben ontwikkeld. Een ander voorbeeld ziet Lanier erin dat Web 2.0 zoekmachines lui maakt, het potentieel van innovatieve websites zoals ThinkQuest ondermijnt en communicatie over concepten als wiskunde aan een breder publiek verhindert. Lanier betoogt verder dat de "open source" benadering kansen voor de middenklasse om het genereren van inhoud te financieren heeft vernietigd en dat dit resulteert in de concentratie van rijkdom bij enkele individuen — "the lords of the clouds" —, mensen die er meer door geluk dan door echte innovatie in slagen zichzelf op sleutelmomenten en -plaatsen te positioneren als "content concentrators" in "the cloud".